# Râul Ouémé
Ouémé este un râu în Benin. Cu lungimea de 480 km, izvorăște din Munții Atacora, iar înainte de vărsare se despletește în două brațe, unul care se varsă în lacul Nokoué (care face parte din delta Nigerului), aproape de orașul Cotonou, iar celălat în Laguna Porto-Novo.